# Coll de Rates
De Coll de Rates is een bergpas tussen het Ferrergebergte (ten oosten) en het Carrascar de Parcentgebergte (ten westen), die de Valenciaanse regio's Marina Alta (ten noorden) en Marina Baja (ten zuiden) van elkaar scheidt.
De pas ligt op een hoogte van 628 meter en wordt doorkruist door de weg CV-715 die Benidorm met Gandía verbindt, via Pego. De gemeenten Parcent, Alcalalí en Tàrbena komen hier samen.

## Wielrennen
De Coll de Rates staat bekend om het gebruik door veel wielrenners, met name professionals, die tijdens hun winterstages aan de Costa Blanca trainingen en stresstests uitvoeren op de bergpas.
De beklimming vanaf Parcent is 6,5 km lang, met een gemiddeld stijgingspercentage van 5,5% en een hoogteverschil van 340 meter, met een constant stijgingspercentage gedurende de hele route. Dit constante stijgingspercentage maakt de klim geschikt als trainingsklim voor profwielrenners.
De beklimming is ook onderdeel van een strijd tussen profwielrenners; wie kan de pas het snelst beklimmen. Zo trok Jonas Vingegaard in 2018 naar de pas, om met zijn ploeg ColoQuick de pas in 13 minuten en twee seconden te beklimmen. Deze tijd werd in de jaren daarna een aantal keer verbroken en de snelste tijd staat nu op naam van Tadej Pogačar, die in december 2024 een tijd neerzette van 12 minuten en 21 seconden. De snelste vrouwelijke profwielrenster is de Nederlandse Puck Pieterse met een tijd van 14 minuten en 45 seconden.

### Tossal dels Diners
Na het bereiken van de top van de bergpas op 628 meter hoogte, kunnen wielrenners nog verder omhoog op een doodlopend fietspad. Deze passage staat bekend als Super Coll de Rates of Tossal dels Diners. De beklimming wordt hiermee 3 km langer, en het gemiddelde stijgingspercentage wordt verhoogd tot 9,5%.

### Eerste boven
Onderstaande tabel geeft aan welke renners en rensters als eerste op de top kwamen tijdens een wielerwedstrijd:
| Nr | Jaar | Koers                         | Start    | Finish             | km    | Eerste boven           |
| -- | ---- | ----------------------------- | -------- | ------------------ | ----- | ---------------------- |
| 12 | 2025 | Ronde van Valencia (Et. 2)    | La Nucía | Benifato           | 166   | Matyáš Kopecký         |
| 11 | 2025 | Clàssica Comunitat Valenciana | Valencia | La Nucía           | 184   | Matthias Schwarzbacher |
| 10 | 2024 | Clàssica Comunitat Valenciana | La Nucía | Valencia           | 200   | Anthon Charmig         |
| 9  | 2023 | Ronde van Valencia (Et. 1)    | Orihuela | Altea              | 189,4 | Marc Soler             |
| 8  | 2022 | Ronde van Valencia (Et. 3)    | Alicante | Antenas del Maigmó | 155,1 | Lars van den Berg      |
| 7  | 2022 | Clàssica Comunitat Valenciana | La Nucía | Valencia           | 175   | Sandy Dujardin         |
| 6  | 2016 | Ronde van Spanje (Et. 20)     | Benidorm | Alto de Aitana     | 193,2 | Omar Fraile            |
| 5  | 2010 | Ronde van Spanje (Et. 9)      | Calpe    | Alcoi              | 187   | Gonzalo Rabuñal        |
| 4  | 2004 | Clàssica Comunitat Valenciana | Jávea    | Calp               | 148,5 | Luis León Sánchez      |
| 3  | 2001 | Ronde van Spanje (Et. 15)     | Valencia | Alto de Aitana     | 207,2 | Pedro Díaz             |
| 2  | 2001 | Clàssica Comunitat Valenciana | Denia    | Benidorm           | 149,5 | Ángel Vicioso          |
| 1  | 1979 | Ronde van Spanje (Et. 7)      | Alcoy    | Sedaví             | 173   | Carlos Ocaña           |